# Dana Carroll
Dana Carroll (* 1943 in Kalifornien) ist ein US-amerikanischer Molekularbiologe und Biochemiker an der University of Utah.
Carroll befasst sich mit DNA-Reparatur und -Rekombination. Er entwickelte Methoden zum Genome Editing mittels programmierbarem Schneiden der DNA unter Verwendung von Zinkfingernukleasen. Neuere Arbeiten verwenden auch Transcription Activator-like Effector Nucleases (TALEN) oder die CRISPR/Cas-Methode zur gezielten Herbeiführung von Doppelstrangbrüchen. Carroll und Mitarbeiter konnten zeigen, dass sich durch Hemmung führender, aber mutagener Reparaturmechanismen die Genauigkeit von Genmanipulationen verbessern lässt. Jüngere Arbeiten befassen sich mit der Rolle der Chromatinstruktur für die Effizienz des DNA-Schneidens. 2018 schloss Carroll sein Forschungslabor, ist aber weiterhin wissenschaftlich tätig – insbesondere auch zu ethischen Fragen der Gentechnik.
Carroll wuchs in Bethesda, Maryland, auf. Er erhielt vom Swarthmore College einen Bachelor (1965) und von der University of California, Berkeley, einen Ph.D. (unter Ignacio Tinoco), beide in Chemie. Als Postdoktorand arbeitete er bei John Paul am Beatson Institute for Cancer Research und bei Donald D. Brown an der Carnegie Institution of Washington. Seit 1975 gehört Carroll zum Lehrkörper der University of Utah, wo er von 1985 bis 2009 Leiter der Biochemie war. Auslandsaufenthalte führten ihn an das Institut Curie in Paris und die Edinburgh University.
2012 erhielt Carroll den Novitski Prize der Genetics Society of America. 2013 wurde er als Fellow in die American Association for the Advancement of Science, 2017 als Mitglied sowohl in die National Academy of Sciences als auch in die American Academy of Arts and Sciences gewählt. Laut Datenbank Scopus hat Carroll einen h-Index von 45 (Stand April 2023).